# 리보스 5-인산 이성질화효소
리보스 5-인산 이성질화효소(영어: ribose-5-phosphate isomerase, Rpi) (EC 5.3.1.6)는 RPIA 유전자에 의해 암호화되어 있으며, 리보스 5-인산(R5P)과 리불로스 5-인산(Ru5P) 간의 전환을 촉매하는 효소이다. 리보스 5-인산 이성질화효소는 화학적 이성질체(이 경우에는 5탄당의 구조 이성질체)의 상호전환을 촉매하며, 더 큰 부류인 이성질화효소의 구성원이다. 리보스 5-인산 이성질화효소는 오탄당 인산 경로와 캘빈 회로 모두에서 생화학적 대사에 중요한 역할을 한다. 리보스 5-인산 이성질화효소의 계통명은 D-리보스 5-인산 알도스-케토스-이성질화효소(영어: D-ribose-5-phosphate aldose-ketose-isomerase)이다.

## 구조

### 유전자
사람의 RpiA 유전자는 위치 11.2의 짧은 팔의 두 번째 염색체에 암호화되어 있다. 리보스5-인산 이성질화효소의 암호화 서열은 거의 60,000 염기쌍의 길이이다. 유일하게 알려진 자연적으로 생성되는 유전자 돌연변이는 아래에서 논의되는 리보스 5-인산 이성질화효소 결핍증을 초래한다. 리보스 5-인산 이성질화효소는 대부분의 진화 역사 동안 존재해 온 것으로 생각된다. RpiA를 암호화하기 위한 다양한 종의 유전자에 대해 수행된 녹아웃 실험은 유사하게 보존된 잔기 및 구조 모티프를 나타내었으며, 이는 유전자의 기원이 오래되었음을 나타낸다.

### 단백질

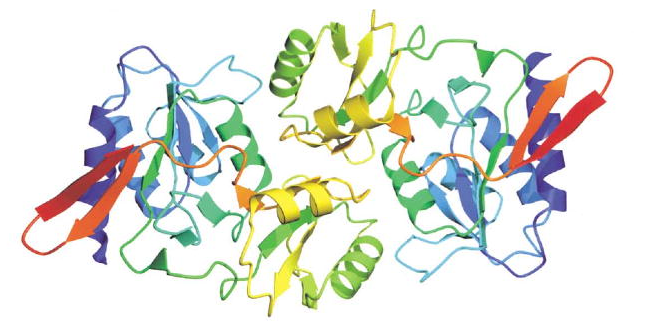
장(Zhang) 등의 리보스 5-인산 이성질화효소의 구조 다이어그램

리보스 5-인산 이성질호효소(Rpi)는 RpiA 및 RpiB라는 두 가지 별개의 단백질로 존재한다. RpiA와 RpiB는 동일한 반응을 촉매하지만, 서열이나 전체적인 구조적 상동성을 나타내지 않는다. 정(Jung) 등의 연구에 따르면 SDS-PAGE를 사용한 RpiA의 평가는 효소가 25 kDa 소단위체의 동종이량체임을 보여준다. RpiA 이량체의 분자량은 겔 여과 크로마토그래피에 의해 49 kDa인 것으로 밝혀졌다. 최근에 RpiA의 결정 구조가 결정되었다.(참조 http://www3.interscience.wiley.com/cgi-bin/fulltext/97516673/PDFSTAR 보관됨 2012-12-10 - archive.today)
오탄당 인산 경로 및 캘빈 회로에서의 역할로 인해 RpiA는 세균, 식물, 동물과 같은 대부분의 생물에서 고도로 보존되어 있다. RpiA는 식물에서 일어나는 캘빈 회로와 식물과 동물에서 일어나는 오탄당 인산 경로에 관여하기 때문에 식물과 동물의 물질대사에서 필수적인 역할을 한다.
효소의 모든 동원체(ortholog, 같은 기능을 하는 단백질)는 활성 부위를 포함하는 간극이 있는 비대칭 사량체 4차 구조를 유지한다. 각 소단위체는 5개의 가닥의 β-시트로 구성된다. 이 β-시트는 양쪽이 α-나선으로 둘러싸여 있다. 이 αβα 모티프는 다른 단백질에서 흔하지 않은데, 이는 다른 효소와의 가능한 상동성을 시사한다. 효소의 개별 분자는 단량체의 외부 표면에 있는 극성이 높은 접촉에 의해 함께 유지된다. 활성 부위는 효소 간극에서 여러 개의 β-시트 C 말단이 모이는 곳에 위치하는 것으로 추정된다. 이 간극은 오탄당의 인산(또는 적절한 인산 저해제)을 인식하면 닫힐 수 있다. 활성 부위는 대장균의 잔기 Asp81, Asp84, Lys94와 동등한 보존된 잔기를 함유하는 것으로 알려져 있다. 이들은 촉매 작용에 직접적으로 관여한다.

## 메커니즘
반응에서 전체적인 결과는 1번 탄소에서 2번 탄소로 카보닐기의 이동이다. 이것은 엔다이올 중간생성물을 거치는 반응에 의해 달성된다. 부위 지정 돌연변이 유발을 통해 시금치 RpiA의 Asp87은 리보스 5-인산(R5P)에서 리불로스 5-인산(Ru5P)로의 상호전환에서 일반적인 염기의 역할을 하는 것으로 제안되었다.
|  |

촉매 작용의 첫 번째 단계는 5탄당을 효소 간극의 활성 부위에 도킹한 다음, 간극을 알로스테릭하게 닫는 것이다. 효소는 당-인산의 열린 사슬 형태 또는 고리 형태와 결합할 수 있다. 푸라노스 고리와 결합하면 다음으로 고리가 열린다. 그런 다음 효소는 리신 또는 아르기닌 잔기에 의해 안정화되는 엔다이올을 형성한다. 계산에 따르면 이러한 안정화는 리보스 5-인산 이성질화효소 및 이와 유사한 많은 효소들에서 전체적인 촉매 활성에 가장 중요한 기여를 한다고 증명되었다.

## 기능
RPIA 유전자에 의해 암호화되는 단백질인 리보스 5-인산 이성질화효소는 오탄당 인산 경로에서 리보스 5-인산과 리불로스 5-인산 사이의 가역적인 전환 반응을 촉매하는 효소이다. 이 유전자는 대부분의 생물에서 고도로 보존되어 있다. 리보스 5-인산 이성질화효소는 탄수화물 대사에 필수적인 역할을 한다. 이 유전자의 돌연변이는 리보스 5-인산 이성질화효소 결핍증을 유발한다. 사람의 18번 염색체에서 위유전자가 발견된다.

### 오탄당 인산 경로
오탄당 인산 경로의 비산화적 단계에서 리보스 5-인산 이성질화효소는 리불로스 5-인산(RuBP)을 리보스 5-인산(R5P)로 전환시킨다. 리불로스 5-인산은 리불로스 5-인산 3-에피머화효소에 의해 자일룰로스 5-인산으로 전환될 수도 있다. 반응의 최종 결과는 본질적으로 5탄당 인산의 해당과정에서 사용되는 대사 중간생성물로의 전환이다. 오탄당 인산 경로의 산화적 단계에서 리보스 5-인산 이성질화효소는 이성질화 반응을 통해 리불로스 5-인산(RuBP)을 최종 생성물인 리보스 5-인산으로 전환시킨다. 오탄당 인산 경로의 산화적 단계는 생합성 반응 및 활성 산소에 대한 보호에 필요한 NADPH의 주요 공급원으로서 역할을 한다.
|  |

### 캘빈 회로
캘빈 회로에서 전자 운반체의 에너지는 탄소 고정, 즉 이산화 탄소와 물을 탄수화물로 전환하는 데 사용된다. 리보스 5-인산(R5P)로부터 생성된 리불로스 5-인산(Ru5P)은 이후에 캘빈 회로의 첫 번째 반응에서 이산화 탄소의 수용체인 리불로스 1,5-이중인산(RuBP)로 전환되기 때문에 리보스 5-인산 이성질화효소는 캘빈 회로에 필수적이다. 루비스코(리불로스 1,5-이중인산 카복실화효소-산소화효소)가 촉매하는 반응의 직접적인 생성물은 3-포스포글리세르산이며, 이는 글리세르알데하이드 3-인산을 거쳐 이후에 더 큰 탄수화물을 만드는 데 사용된다. 글리세르알데하이드 3-인산은 포도당으로 전환되며, 포도당은 나중에 식물의 에너지 저장 형태인 녹말이나 세포벽을 형성하는 셀룰로스로 전환되거나 에너지로 사용된다.

## 임상적 중요성
리보스 5-인산 이성질화효소에 문제가 생기면 드문 질환인 리보스 5-인산 이성질화효소 결핍증이 유발된다. 1999년에 리보스 5-인산 이성질화효소 결핍증으로 진단된 단 1명의 알려진 환자가 알려져 있다. 리보스 5-인산 이성질화효소 결핍증은 두 가지 돌연변이의 조합으로 인해 발생하는 것으로 밝혀졌다. 첫 번째는 이성질화효소를 암호화하고 있는 유전자에 미성숙 종결 코돈이 삽입되는 것이고, 두 번째는 미스센스 돌연변이이다. 이에 대한 분자병리학은 아직 명확하지 않다.

### RpiA 및 간암 발생
사람의 리보스 5-인산 이성질화효소 A(RpiA)는 사람의 간세포암(HCC)에서 역할을 한다. RpiA 발현의 유의미한 증가는 간세포암 환자의 종양 생검과 간암 조직 분석에서 모두 검출되었다. 중요하게도 임상병리학적 분석은 RpiA mRNA 수준이 간세포암 환자의 임상 단계, 등급, 종양 크기, 유형, 침습 및 알파-태아단백질의 수준과 높은 상관관계가 있음을 나타낸다. 또한 다른 간암 세포주에서 세포 증식과 콜로니 형성을 조절하는 RpiA의 능력에는 ERK 신호전달과 PP2A 활성의 음성 조절을 필요로 하며, RpiA의 효과는 PP2A 저해제 또는 활성화제의 첨가에 의해 조절될 수 있다. 이는 RpiA의 과발현이 간세포암에서 종양발생을 유도할 수 있음을 시사한다.

### RpiA와 말라리아 기생충
RpiA는 효소가 말라리아의 원인 기생충인 플라스모디움 팔시파룸(Plasmodium falciparum)의 발병 기전에 필수적인 역할을 하는 것으로 밝혀졌을 때 주목을 받았다. 플라스모디움 팔시파룸의 세포는 빠른 성장을 지원하기 위해 오탄당 인산 경로를 통해 NADPH의 환원력을 대량으로 공급해야 한다. NADPH는 헤모글로빈의 분해 산물인 헴을 해독하는 데도 필요하다. 또한 플라스모디움 팔시파룸은 빠른 증식을 지원하기 위해 핵산의 생산에 대한 강력한 요구를 가지고 있다. 증가된 오탄당 인산 경로의 활성을 통해 생성된 리보스 5-인산(R5P)은 핵산 합성에 필요한 포스포리보실 피로인산(PRPP)을 생성하는 데 사용된다. 감염되지 않은 적혈구에 비해 감염된 적혈구에서 포스포리보실 피로인산(PRPP)의 농도가 56배 증가하는 것으로 나타났다. 따라서 플라스모디움 팔시파룸에서 RpiA를 표적으로 하는 약물을 설계하는 것은 말라리아로 고통받고 있는 환자들에게 치료의 가능성에 대한 희망을 가질 수 있도록 한다.

## 상호작용
RPIA는 PP2A와 상호작용하는 것으로 나타났다.

## 구조 연구
2007년을 기준으로 이러한 부류의 효소에 대해 PDB 접근 코드 1LK5, 1LK7, 1LKZ, 1M0S, 1NN4, 1O1X, 1O8B, 1UJ4, 1UJ5, 1UJ6, 1USL, 1XTZ, 2BES, 2BET, 2F8M의 15가지 구조가 해결되었다.

## 같이 보기
- 오탄당 인산 경로
- 캘빈 회로
- 리보스 5-인산 (R5P)
- 리불로스 5-인산 (Ru5P)
- 리불로스 1,5-이중인산 (RuBP)
- 이성질화효소

## 참고 문헌
- Dickens F, Williamson DH (November 1956). “Pentose phosphate isomerase and epimerase from animal tissues”. 《The Biochemical Journal》 64 (3): 567–78. doi:10.1042/bj0640567. PMC 1199776. PMID 13373810.
- Horecker BL, Smyrniotis PZ, Seegmiller JE (November 1951). “The enzymatic conversion of 6-phosphogluconate to ribulose-5-phosphate and ribose-5-phosphate”. 《The Journal of Biological Chemistry》 193 (1): 383–96. doi:10.1016/S0021-9258(19)52464-4. PMID 14907726.
- Hurwitz J, Weissbach A, Horecker BL, Smyrniotis PZ (February 1956). “Spinach phosphoribulokinase”. 《The Journal of Biological Chemistry》 218 (2): 769–83. doi:10.1016/S0021-9258(18)65841-7. PMID 13295229.